# Hui Ruoqi
Hui Ruoqi (chinois simplifié : 惠若琪) est une ancienne joueuse de volley-ball chinoise née le 4 mars 1991 à Dalian. Elle mesure 1,92 m et jouait au poste de réceptionneuse-attaquante. Elle a totalisé 78 sélections en équipe de Chine.  Elle a mis un terme à sa carrière de volleyeuse professionnelle en février 2018.

## Clubs
| Club               | De        | À         |
| ------------------ | --------- | --------- |
| Jiangsu Volleyball | 2008-2009 | 2012-2013 |
| Guangdong Hengda   | 2013-2014 | 2013-2014 |
| Jiangsu Volleyball | 2014-2015 | 2017-2018 |

## Palmarès

### Équipe nationale
- Jeux olympiques
  -  2016 à Rio de Janeiro.
- Championnat du monde
  - Finaliste : 2014.
- Grand Prix Mondial
  - Finaliste : 2013.
- Championnat d'Asie et d'Océanie
  - Vainqueur : 2011, 2015.
  - Finaliste : 2009.
- Coupe d'Asie
  - Finaliste : 2012.
- Championnat du monde des moins de 20 ans
  - Finaliste : 2007.

### Clubs
- Championnat de Chine
  - Vainqueur : 2017.
  - Finaliste : 2016.

### Distinctions individuelles
- Coupe d'Asie de volley-ball féminin 2012: Meilleure serveuse.